# Randers Bike Week
Randers Bike Week er et dansk etapeløb i landevejscykling. Det blev kørt første gang 3.–7. juli 2012 i og omkring Randers, og arrangeres årligt i juli eller august af Randers Cykleklub. Deltagerne er licenshavende cykelryttere.

## Historie
Fra 2012 til 2014 blev løbet kørt over fem etaper, men har siden 2015 bestået af fire etaper. Der køres en enkeltstart, et kriterium, landevejsløb og et bjergløb.
I 2020 var der rekordhøj deltagelse med over 700 ryttere til start i de forskellige klasser.
2025-udgaven af løbet blev aflyst, da arrangørerne ikke fik tildelt den vanlige termin man havde haft de sidste ti år. 

## Vindere

### Elite herrer (A)
| År   | Vinder                     | Toer                       | Treer                      |
| ---- | -------------------------- | -------------------------- | -------------------------- |
| 2012 | Frederik Rasmussen         | Håkon Frengstad Berger     | Simon Jacobsen             |
| 2013 | Martin Grøn                | Lasse Bøchman              | Rasmus Mygind              |
| 2014 | Rolf Nyborg Broge          | Nils Lau Nyborg Broge      | Jesper Hansen              |
| 2015 | Andreas Vangstad           | Herman Dahl                | Carl Fredrik Hagen         |
| 2016 | Mathias Dam Westergaard    | Christoffer Lisson         | Marius Therkildsen         |
| 2017 | Tobias Kongstad            | Andreas Kron               | Martin Mortensen           |
| 2018 | Troels Vinther             | Rasmus Bøgh Wallin         | Andreas Hyldgaard Jeppesen |
| 2019 | Andreas Hyldgaard Jeppesen | Silas Zacharias Clemmensen | Michael Carbel             |
| 2020 | Erlend Blikra              | Mads Andersen              | Marcus Sander Hansen       |
| 2021 | William Blume Levy         | Magnus Henneberg           | Robin Juel Skivild         |
| 2022 | Frederik Muff              | Nicklas Amdi Pedersen      | Morten Nørtoft             |
| 2023 | Magnus Bak Klaris          | Martin Szokody             | Gustav Frederik Dahl       |
| 2024 | Gustav Frederik Dahl       | Emil Schandorff Iwersen    | Martin Toft Madsen         |

### Elite damer (A)
| År   | Vinder              | Toer                    | Treer                    |
| ---- | ------------------- | ----------------------- | ------------------------ |
| 2012 | Louise Marie Olsen  | Cecilie Uttrup Ludwig   | Daniëlla Verstraten      |
| 2013 | Lisa Christin Axman | Susanne Plambeck        |                          |
| 2014 | Mette Larsen        |                         |                          |
| 2015 | Camilla Møllebro    | Marie Vilmann           | Pernille Mathiesen       |
| 2016 | Rikke Bak Dalgaard  | Marion Nielsen          | Siri Strand              |
| 2020 | Birgitte Krogsgaard | Jorid Behn              | Fiona Turnbull           |
| 2021 | Rebecca Koerner     | Marita Jensen           | Trine Andersen           |
| 2022 | Manon De Boer       | Pia Victoria Stender    | Vibeke Lystad            |
| 2023 | Trine Andersen      | Laura Lizette Sander    | Magdalene Lind           |
| 2024 | Vibeke Lystad       | Silje Weitze Antvorskov | Julie Marckmann Sørensen |

### Junior herrer
| År   | Vinder                     | Toer                         | Treer                      |
| ---- | -------------------------- | ---------------------------- | -------------------------- |
| 2012 | Mads Würtz Schmidt         | Alexander Engels Ryming      | Mikkel Bahnsen             |
| 2013 | Christoffer Lisson         | Mikkel Bahnsen               | Lasse Høilund Johansen     |
| 2014 | Mikkel Dreyer Nielsen      | Nicolai Petersen             | Tobias Bang Maarfelt       |
| 2015 | Søren Malling Siggaard     | Sebastian Baldtzar Rasmussen | Anders Peter Ellingsøe     |
| 2016 | Jakob Olsen                | Nicolai Clausen              | Mads Østergaard Kristensen |
| 2017 | Aksel Bech Skot-Hansen     |                              |                            |
| 2018 | Frederik Thomsen           | Aksel Bech Skot-Hansen       | Sebastian Kolze Changizi   |
| 2019 | Joshua Gudnitz             | Nikolaj Mengel               | Stian Rosenlund Richter    |
| 2020 | Emil Schandorff Iwersen    | Stian Rosenlund Richter      | Luis Carl Jørgensen        |
| 2021 | Theodor Storm              | Jon Rye-Johnsen              | Jaspar Lonsdale            |
| 2022 | Boas Lysgaard              | Mads Landbo                  | Hugo Bruun van Deurs       |
| 2023 | Tore Troelsen              | Paul Greijus                 | Daniel Weis                |
| 2024 | Mikkel Bang Fredsø Weigelt | Magnus Carstensen            | Frederik Dupont Hougaard   |